# Fredi Lobeiras
Alfredo Lobeiras Sánchez (Gijón, Asturias, España, 7 de mayo de 1974), conocido como Fredi, es un exfutbolista español que jugaba de centrocampista.

## Clubes
| Club                       | País   | Año       |
| -------------------------- | ------ | --------- |
| Candás C. F.               | España | 1992-1993 |
| Real Sporting de Gijón "B" | España | 1993-1995 |
| U. E. Lleida               | España | 1995-1996 |
| C. A. Osasuna              | España | 1996-1997 |
| Real Sporting de Gijón     | España | 1997      |
| C. F. Extremadura          | España | 1997-1998 |
| Real Sporting de Gijón     | España | 1998-1999 |
| Sevilla F. C.              | España | 1999-2000 |
| C. F. Extremadura          | España | 2000      |
| Sevilla F. C.              | España | 2000-2003 |
| Real Murcia C. F.          | España | 2003-2004 |
| Cádiz C. F.                | España | 2004-2005 |
| C. D. Castellón            | España | 2005-2006 |
| U. D. Las Palmas           | España | 2006-2007 |
| Club Marino de Luanco      | España | 2008      |